# إنديانا جونز ومملكة الجمجمة الكريستالية
فيلم إنديانا جونز أند ذا كريستال سكُل (بالإنجليزية: Indiana Jones and the Kingdom of the Crystal Skull)‏، هو الجزء الرابع لسلسلة إنديانا جونز، وهو فيلم الإثارة والمغامرة، والذي أنتجه جورج لوكاس وأخرجه ستيفين سبيلبرغ عام 2008، بعد 19 عاما، منذ الجزء السابق عام 1989م، والذي شارك الفيلم كل من هارديسون فورد والممثلة كيت بلانشيت. تجري أحداث الفيلم في عام 1957، حيث تدور القصة بين إنديانا جونز (هاريسون فورد) ضد عملاء المخابرات السوفيتية بقيادة إيرينا سبالكو (كيت بلانشيت) الذين يبحثون عن جمجمة بلورية تخاطرية تقع في بيرو، ويساعد جونز عشيقته السابقة ماريون رافينوود (كارين ألين). ابنهما موت ويليامز (شيا لابوف)، راي وينستون، جون هيرت، وجيم برودبنت هم أيضًا جزء من فريق التمثيل الداعم.

## القصة
في زمن الحرب الباردة، عثر انديانا جونز وهو معلم جامعي على خريطة قديمة تكشف أنها كريستال عريقة موجودة في أمريكا الجنوبية، وقد اكتشفه لجنة أمن الدولة في الأراضي الأمريكية، وتبدأ لعبة المطاردات عندما أستخدم الجيش الأحمر السوفيتي مجموعة من الآلات الحربية الأمريكية لترهيب انديانا جونز وأخذ منه الكريستال لمواجهة المخلوق الفضائي الافتراضي.

## تصوير الفيلم
تم تصوير الفيلم السينمائي في ولاية نيو مكسيكو وكاليفورينا.

## انتقادات
دعى الحزب الشيوعي لروسيا الاتحادية لمنع عرض الفيلم، متهما فريق الإنتاج «بشيطنة» الاتحاد السوفيتي. وقال مسؤول في الحزب: «في عام 1957 لم يكن الاتحاد السوفيتي يرسل الإرهابيين إلى أمريكا، ولكنه أرسل القمر الصناعي سبوتنيك إلى الفضاء». ورد سبيلبرغ: «عندما قررنا أن الجزء الرابع ستكون أحداثه في عام 1957، لم يكن لدينا خيار سوى جعل الروس أعداء. الحرب العالمية الثانية كانت قد إنتهت للتو والحرب الباردة كانت قد بدأت للتو. وفي ذلك الوقت لم يكن لأمريكا أعداء آخرين»
.